# Fähre Fermersleben

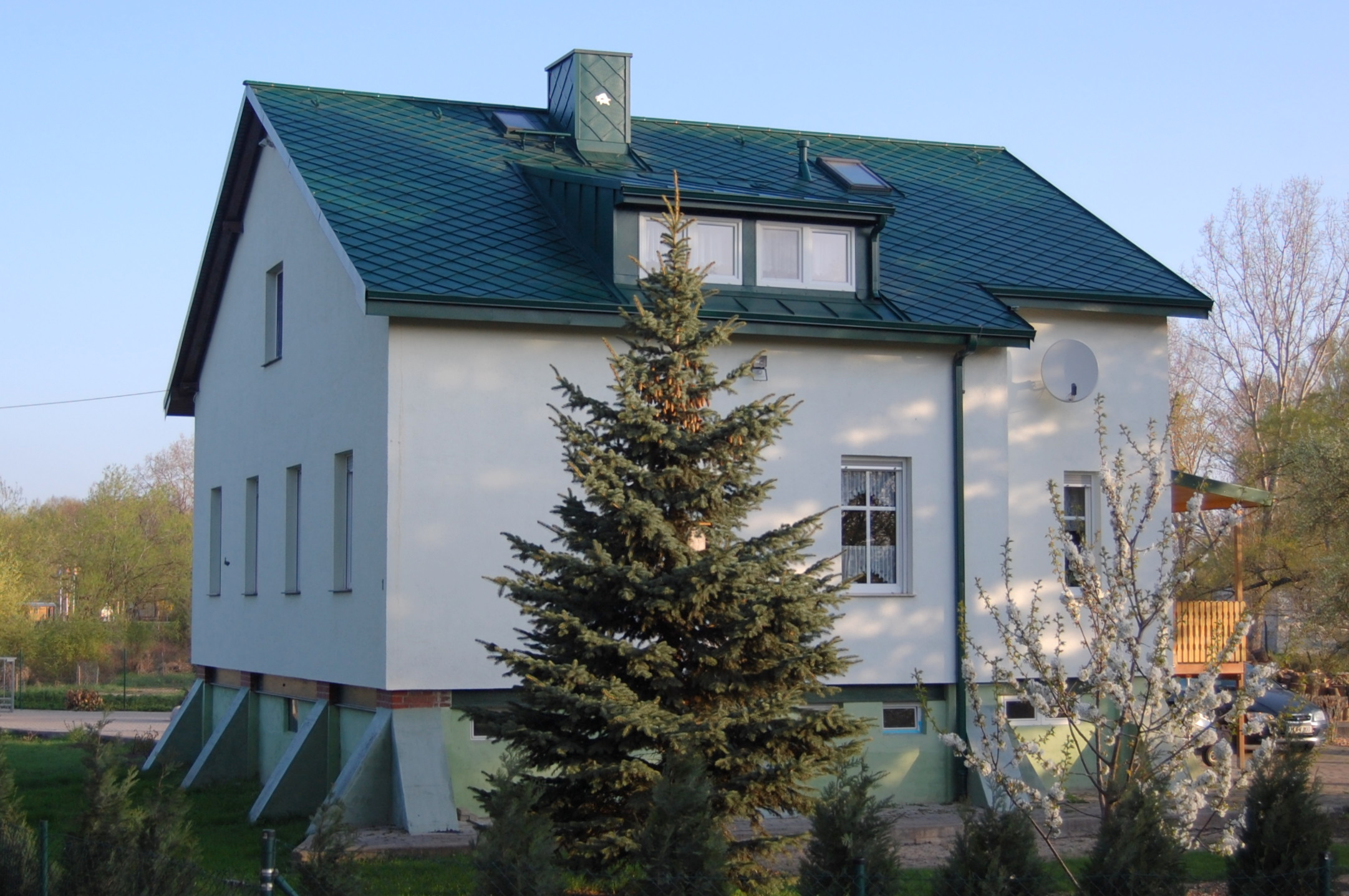
Ehemaliges Fährhaus, 2011

Die Fähre Fermersleben war eine Fähre über die Elbe, die die Ortschaften Fermersleben und Prester miteinander verband. Beide Dörfer sind heute Stadtteile der Stadt Magdeburg.

## Geschichte
Vermutlich bestand ein Fährbetrieb schon sehr früh. Beim Kiesabbau zwischen Fermersleben und der Elbe wurden 1973 im Bereich des Westufers des heutigen Salbker See II Reste einer vermutlich vor dem Jahr 1000 angelegten Anlegestelle, für die bereits eine Funktion als Fähranleger in Richtung Prester angenommen wird, gefunden. Eine erste urkundliche Erwähnung einer Fähre in Fermersleben geht bereits auf das Jahr 1105 zurück, als das Kloster Berge hier eine Fähre betrieb. Über größere Zeiträume bestand dann kein Fährbetrieb. In der Zeit zwischen 1900 und 1910 richtete man dann wieder eine Überfahrt zwischen Fermersleben und Prester ein. Der Fährbetrieb wurde Karl Michaelis übertragen, der am Elbufer bereits eine Badeanstalt betrieb. Der Fährkahn wurde gerudert, der Fahrpreis für eine einfache Fahrt betrug pro Person 10 Pfennig. Die letzten Fährmänner waren August Michaelis (1858–1933) und sein Sohn Paul Michaelis (1887–1979). 1909/1910 entstand ein Fährhaus, in dem die Familie Michaelis lebte. Das anderthalbgeschossige Gebäude wurde in Fachwerkbauweise errichtet und die Gefache ausgemauert. Das Fährhaus ist auch heute noch erhalten, wobei jedoch die Fachwerkkonstruktion nicht sichtbar ist.
Neben der Fähre betrieben sie auch die Badeanstalt Michaelis sowie eine Gaststätte. Am 22. Mai 1921 ertrank ein sechsjähriger Junge in der Fermersleber Badeanstalt. Die auf einem umgebauten weiteren ehemaligen Kettendampfer untergebrachte Flussbadeanstalt brannte im Herbst 1922 ab, wurde dann jedoch 1923/1924 wieder aufgebaut. 1933 erwarb Michaelis den 1931 außer Betrieb genommenen Kettendampfer Gustav Zeuner und setzte ihn auf Land. In diesem zweiten Kettendampfer betrieb Michaelis dann die Gastwirtschaft und brachte dort auch Ruder- und Paddelboote unter. 1942, nach anderer Angabe 1944 wurde der erste, in der Elbe liegende alte Kettendampfer von einer Brandbombe getroffen und zerstört. Das verbliebene Holz wurde auf der Gustav Zeuner zum Bau von Umkleidekabinen genutzt. Mit der Verschlechterung der Qualität des Elbwassers und dem dann 1950 ausgesprochenen Badeverbot endete die Nutzungsmöglichkeit als Badeanstalt. Paul Michaelis betrieb jedoch im Kettendampfer Bootsunterstände für Paddelboote, die mittels einer Drahtseilbahn zur Elbe transportiert werden konnten. Die Nutzung des Kettendampfers, auf dem auch an den Wochenenden jeweils Vergnügungsveranstaltungen stattfanden, erlebte in der Mitte der 1960er Jahre nochmals einen Höhepunkt, wurde später dann jedoch eingestellt.
Der Fährbetrieb endete 1959. Der Grabstein des letzten Fährmanns Paul Michaelis ist Teil des Lapidariums St. Gertraud an der Sankt-Gertraud-Kirche in Salbke.